# استینتون، یورک‌شر جنوبی
استینتون (به انگلیسی: Stainton) یک روستا و محله مدنی در بریتانیا است که در کلان‌شهر مستقل دانکستر واقع شده‌است. استینتون ۲۷۱ نفر جمعیت دارد.